# Divorce sans égard à la faute
Un divorce sans égard à la faute est un divorce dans lequel la dissolution d'un mariage ne demande aucune exposition de méfaits par l'une ou l'autre partie.

## Étymologie
Le terme « divorce sans égard à la faute » est un mot mal approprié, emprunté à l'assurance automobile.

## Droit par pays

### Canada
L'article 8 de la Loi sur le divorce énonce que le divorce a une cause générale d'échec du mariage. L'art. 8 (2) b) L.D. prévoit que l'échec du mariage peut être dû à une faute comme l'adultère ou la cruauté physique ou mentale envers l'autre époux. Mais en pratique, c'est l'art. 8 (2) a) L.D. qui s'applique dans la plupart des divorces : il suffit que les époux aient vécu séparément pendant au moins un an pour demander le divorce, et cela couvre une situation de divorce sans égard à la faute où l'un des époux a simplement choisi de quitter la résidence sans aviser l'autre époux d'une faute commise à son endroit.

### États-Unis
Les prévisions de la loi pour le divorce sans égard à la faute permettent à un juge du tribunal de la famille d'accorder un divorce en réponse à une pétition par une des parties du mariage sans exiger du mandataire qu'il fournisse une preuve que l'accusé a commis une entorse au contrat de mariage,.

## Critiques et impact
Les économistes Betsey Stevenson et Justin Wolfers, se fondant sur les découvertes de leur recherche, argumentent que la violence domestique et le suicide des femmes décline dans les États qui légalisent le divorce sans égard à la faute. Spécifiquement, ils rapportent que « les États qui adoptèrent le divorce sans égard à la faute expérimentèrent une diminution de 8 à 16 % du taux de suicide des femmes et une diminution de 30 % des violences domestiques ». Ils argumentent également que leur recherche prouve qu'il n'y aucun effet permanent des lois de divorce sans égard à la faute sur le taux de divorce.